# Börnecke
Börnecke ist ein Dorf und Ortsteil der Stadt Blankenburg (Harz) im nördlichen Harzvorland im Landkreis Harz in Sachsen-Anhalt.

## Geographische Lage
Börnecke liegt etwa sechs Kilometer nordöstlich des Stadtzentrums von Blankenburg. Etwa acht Kilometer nördlich befindet sich die Kreisstadt des Landkreises Harz, Halberstadt, etwa neun Kilometer südöstlich die Weltkulturerbestadt Quedlinburg und etwa acht Kilometer südlich die Stadt Thale. Das Dorf ist eingebettet in die Schichtrippenlandschaft des nördlichen Harzvorlandes. Charakteristisch sind hier die parallel zueinander verlaufenden, überwiegend bewaldeten Höhenzüge. Dort treten Sandsteinformationen zutage, welche sich aus Sedimentschichten der unteren Kreide und früheren Zeitaltern gebildet haben. Die Ortslage von Börnecke befindet sich dabei auf dem südlichen Höhenzug des Quedlinburger Aufbruchsattels. Der dazugehörige Seeberg ist mit 248 m ü. NN die höchste Erhebung in unmittelbarer Ortsnähe. Zwischen den Höhenzügen ist die Landschaft meist hügelig mit ausgedehnten Ackerflächen. Zur Gemarkung Börnecke gehören etwa 1.000 Hektar Ackerland, 300 Hektar Wald, 25 Hektar Streuobstwiesen sowie die Brockenstedter Teiche.

## Geschichte

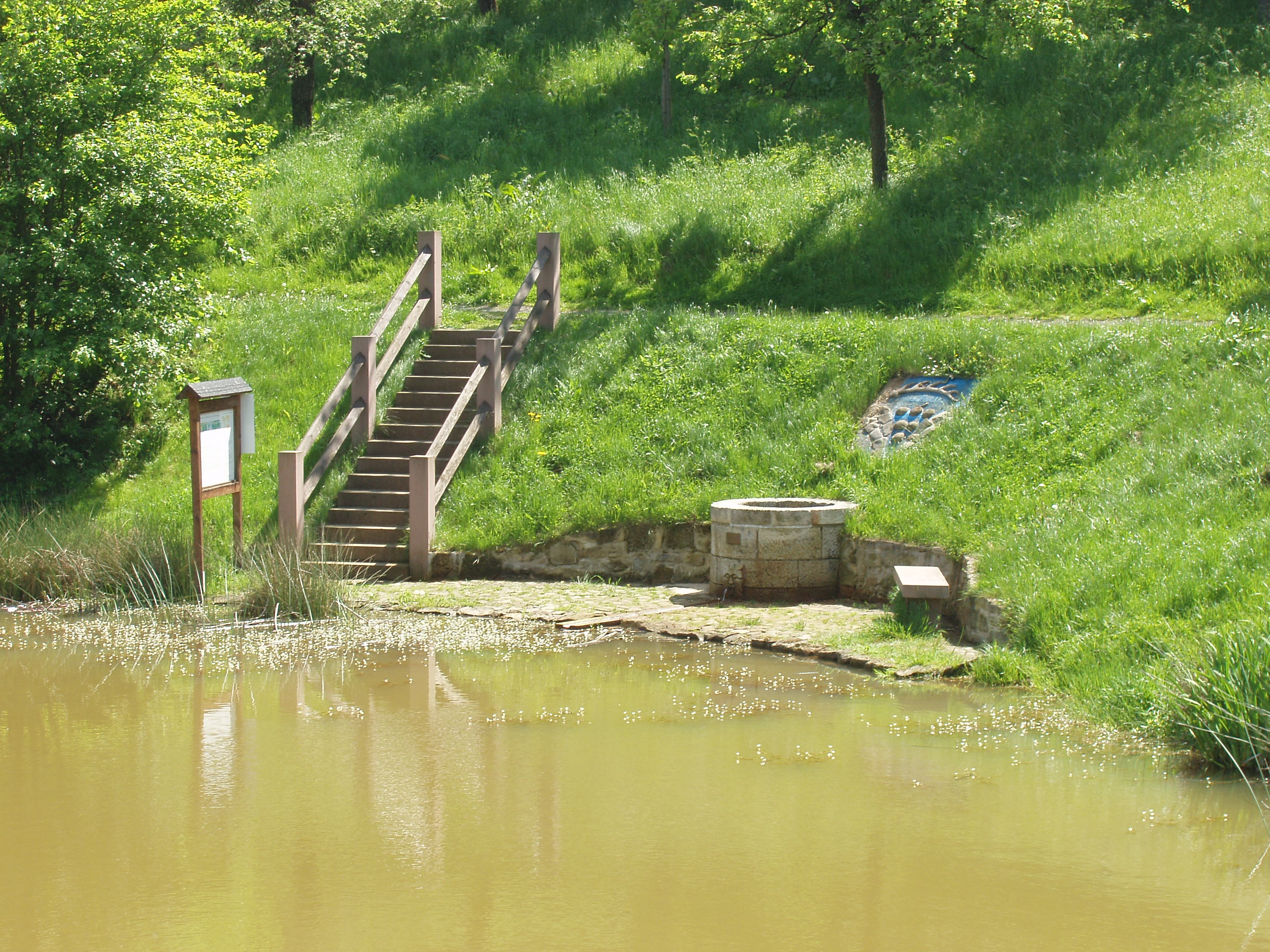
Schwefelquelle am Seeberg

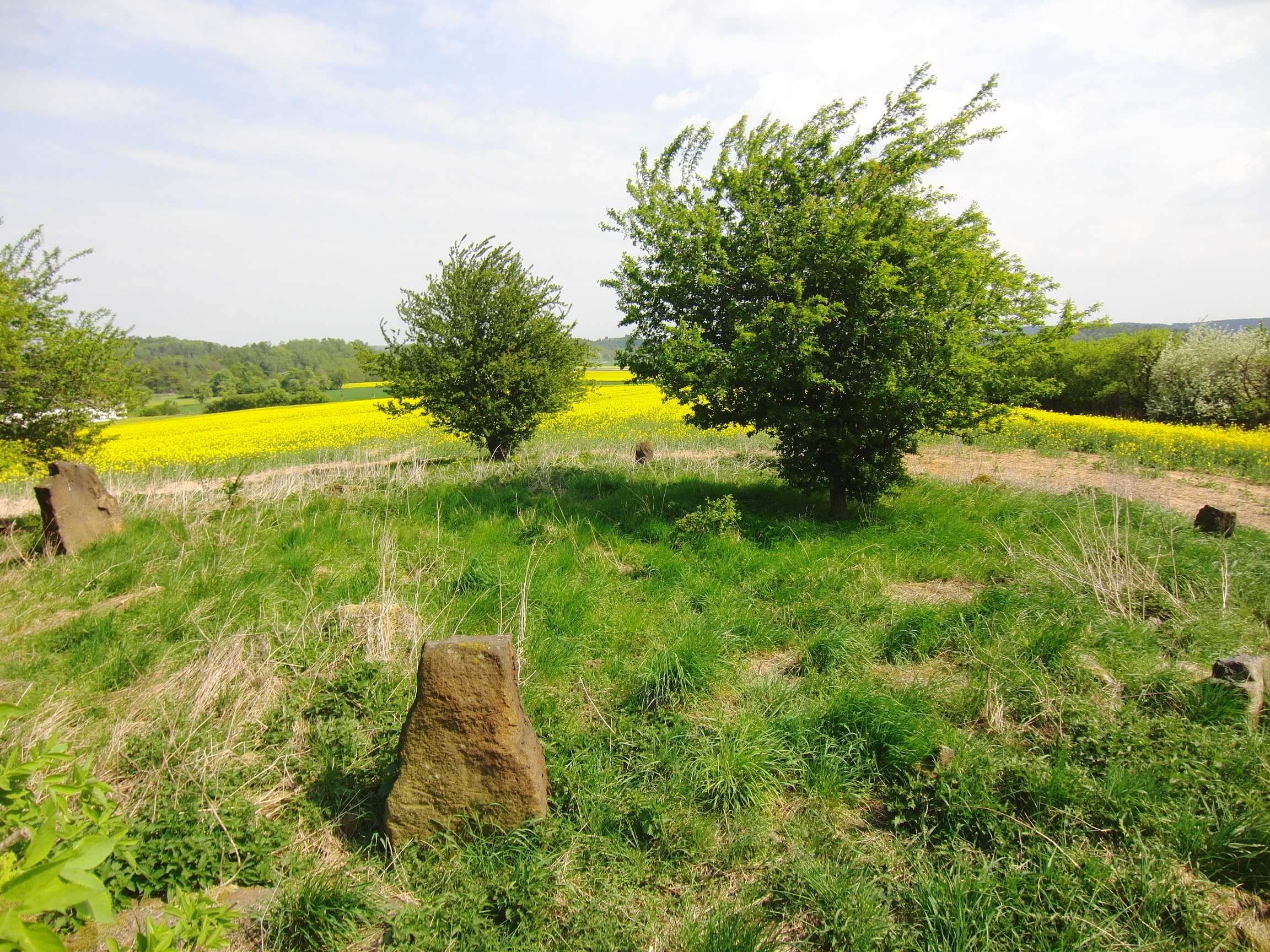
Steinkreis – Durchmesser ca. 12 Meter

### Ursprünge
Ein steinzeitliches Mauerkammergrab wurde in den 1930er Jahren untersucht.
Der Name Börnecke (Brunnenacker) leitet sich von einer schwefelhaltigen Quelle am Nordhang des Seeberges ab. Der Legende nach soll dort ein Einsiedler Wunderkuren vollbracht haben, was einen starken Zulauf Erkrankter zur Folge hatte. Im Laufe der Zeit siedelten sich dort immer mehr Menschen an, welche den angrenzenden Wald rodeten.
Tatsächlich ist das Gebiet von Börnecke seit etwa 7.000 Jahren ständig besiedelt. Die Quelle muss schon in der Jungsteinzeit große Bedeutung gehabt haben, was archäologisch belegt ist. Der Fund von Körperbestattungen, mehrerer trepanierter Schädel oder einer Kulttrommel lassen vermuten, dass dieser Ort immer wieder für medizinische Heilzwecke aufgesucht wurde. Reichhaltige archäologische Funde in der Ortslage und der Umgebung von Börnecke weisen auf eine ständige und verhältnismäßig dichte Besiedlung in vorgeschichtlicher Zeit hin. Dabei ist auch die Kenntnis der Quelle anzunehmen. So fanden sich aus der Jungsteinzeit Siedlungsreste und Skelettgräber sowie Werkzeuge und Waffen aus Feuerstein. Aus der Bronze- und frühen Eisenzeit stammen Siedlungsspuren an mehreren Stellen, Urnenbestattungen in Steinkisten, Hügel- und Hockergräber, das Depot von Börnecke sowie Werkzeuge, Waffen und Schmuck aus Bronze. Auf einem Hügel südlich des Dorfes befindet sich noch heute ein Steinkreis. Im Mittelalter war die Quelle eine wichtige Trinkwasserstelle an der weiter südlich verlaufenden Verbindungsstraße (Heerweg) zwischen Goslar und Quedlinburg.

### Mittelalter
Das Dorf, im einstigen Harzgau des Grafen Volkmar II. gelegen, wurde erstmals im Jahre 1006 in einer Urkunde König Heinrichs II. erwähnt. Darin schenkte er seinem Kaplan Dietrich Besitzungen in Burnaccherun. Schon frühzeitig bestanden zwei Orte gleichen Namens. Das 1153 erstmals erwähnte Wester Burnekere (Klein Börnecke) wurde bereits 1250 als „wüst“ beschrieben. An diesen Ort erinnert noch heute die Flurbezeichnung Lüttgen Börnecke. Das an der Stelle des heutigen Dorfes gelegene Oster Burnekere (Groß Börnecke), bildete sich an einer alten Straße heraus, welche vom Heerweg nach Halberstadt führte. Hier war zwischen 1136 und 1293 auf dem Sattelhof der Sitz einer Ministerialenfamilie der Grafen von Regenstein-Blankenburg. Dies war der Ursprung der späteren herzoglich braunschweigischen Domäne. Seit 1286 gehörte das Dorf zum Bistum Halberstadt, zwischen 1487 und 1599 war es ein Lehen der Herzöge von Braunschweig-Lüneburg an die Grafen von Regenstein-Blankenburg. In den schriftlichen Quellen wurden im Laufe des Mittelalters verschiedene Varianten des Ortsnamens genannt, so beispielsweise Bornegke, Magnum Burnekere, Oster Bornikere, Maiori Borniker, Groten Barneker, Bornker, Grossen Bornicker oder Bornicken. Die Regensteiner Grafen nennen das Dorf 1323 Villa Nostra (unser Landhaus). Börnecke war seit jeher ein Dorf der Acker- und Obstbauern. Auch der Weinanbau hatte eine große Bedeutung. Im Jahre 1153 wurde erstmals der Name des heute noch so genannten Weinberges, nordöstlich des Dorfes, erwähnt. Der Wein wurde beispielsweise an die Regensteiner Grafen und die Äbtissin von Quedlinburg geliefert. Noch 1625 wird im Blankenburger Ratskeller ein Wein aus Börnecke ausgeschenkt. Während des Bauernkrieges 1525 verweigerten die Börnecker Bauern den Frondienst.

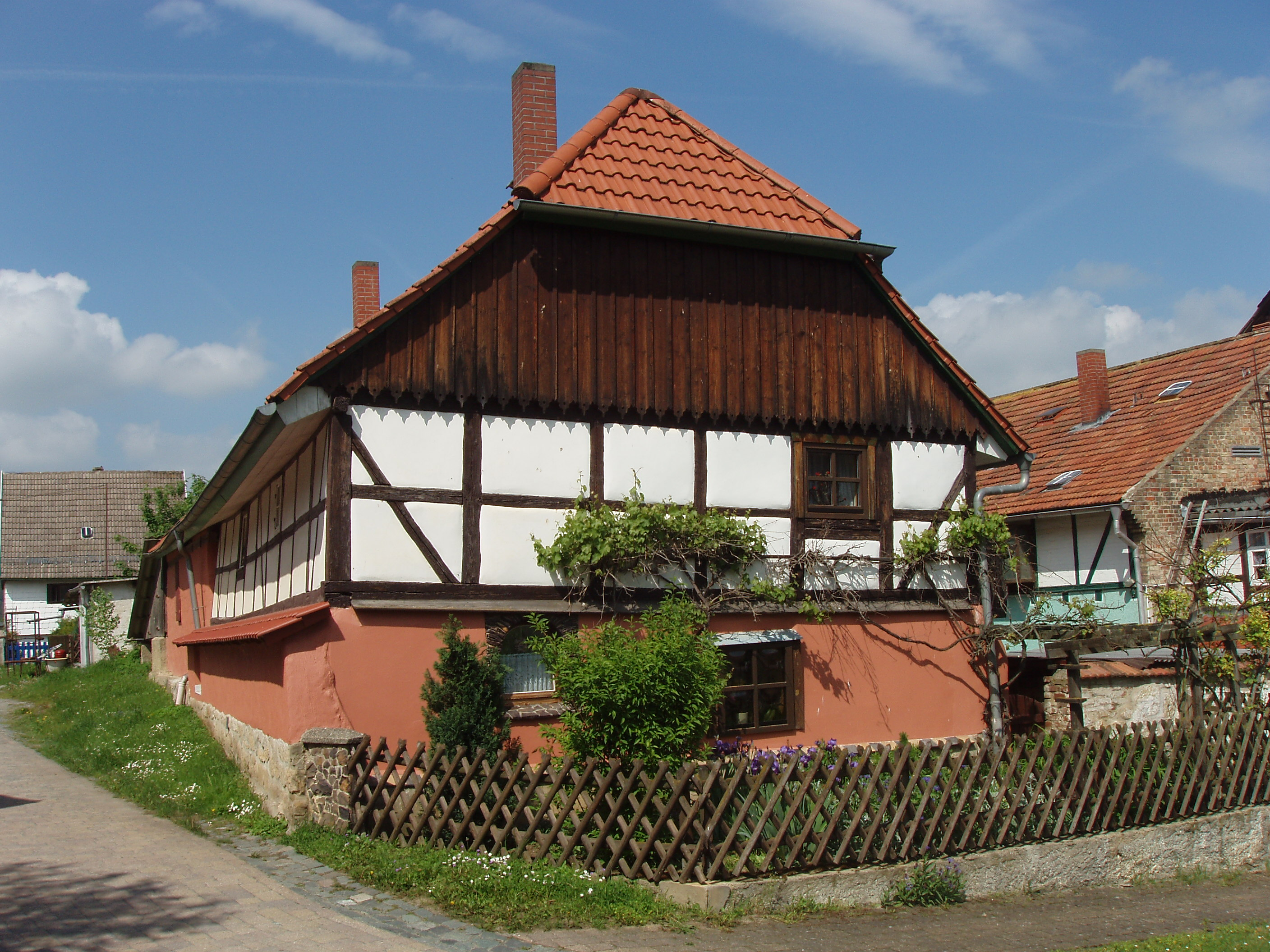
Eines der ältesten Häuser Börneckes

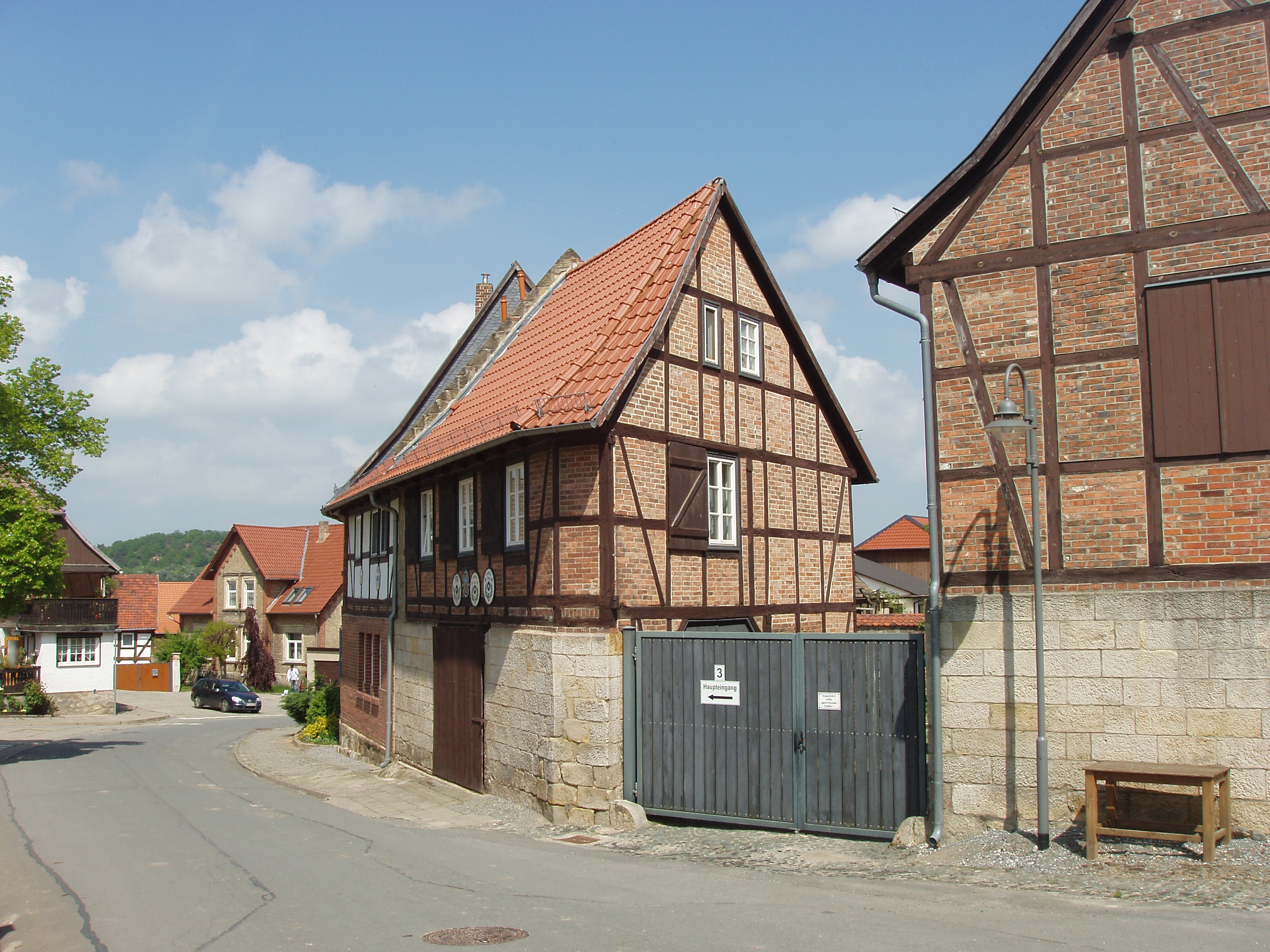
Ortsansicht an der Blankenburger Straße (Klippe)

### Frühe Neuzeit
Im Verlauf des Dreißigjährigen Krieges kam es im Oktober 1631 zwischen kaiserlichen Schwadronen des Grafen von Tilly und schwedischen Vorhuten zu schweren Gefechten im Eckernfeld, die sich dann ins Dorf verlagerten. Dabei wurden der Amtshof und zahlreiche Gehöfte verwüstet. Ebenfalls im Dreißigjährigen Krieg wurde auch Klein Börnecke endgültig zerstört. Dessen Bewohner siedelten sich daraufhin in Groß Börnecke an. Im Jahre 1648 wurde ein Hof besondere Art erwähnt: der Schriftsassenhof. Zwischen August 1681 und April 1682 wurde die Einwohnerzahl durch die Pest stark dezimiert. Von den damals 187 Einwohnern erkrankten 132, von denen wiederum 97 starben.

### 19. Jahrhundert
Während der französischen Besetzung lag Börnecke von 1807 bis 1813 im Königreich Westphalen. Von 1815 bis 1945 gehörte Börnecke zum Landkreis Blankenburg im Herzogtum später Freistaat Braunschweig. Im Jahr 1836 erfolgte die Grundsteinlegung für den Bau der Kirche St. Petri im Basilika-Stil. Diese wurde mit einer Engelhardt-Orgel ausgestattet und 1841 geweiht. Der Neubau war Ersatz für die alte, baufällige und mehrmals umgebaute Kirche, welche von einem Friedhof umgeben war. Seit 1875 gibt es die örtliche Freiwillige Feuerwehr, welche 1876 bis 1877 ein neues Feuerwehrhaus und 1933 einen Schlauchturm erhielt. In den Jahren 1891 bis 1895 wurde eine Schule errichtet, welche 1912 und 1950 durch Anbauten erweitert wurde.

### 1900 bis 1945
Seit 1902 gehört der Bahnhof Börnecke, welcher sich an der zwischen 1870 und 1873 errichteten Bahnlinie Halberstadt–Blankenburg befindet, zur Ortslage. Im Jahr 1909 bekam das Dorf elektrisches Licht. Während des Ersten Weltkrieges 1914 bis 1918 hatte Börnecke 27 Gefallene zu beklagen. Für sie wurde auf dem Friedhof ein Ehrenmal errichtet. Zwischen 1933 und 1934 wurden eine Wasserleitung, ein Hochbehälter und eine Pumpstation gebaut. Bis dahin erfolgte die Wasserversorgung über zahlreiche öffentliche und private Brunnen. Im Zweiten Weltkrieg 1939 bis 1945 fielen 42 Börnecker. Zum Gedenken an die Gefallenen sowie fünf Opfer des Stalinismus wurde 1993 ein Gedenkstein auf dem Friedhof errichtet. Im April 1945 wurde Börnecke kampflos von US-amerikanischen Truppen besetzt. Danach wurde der Ort kurzzeitig von britischen, später sowjetischen Truppen übernommen.

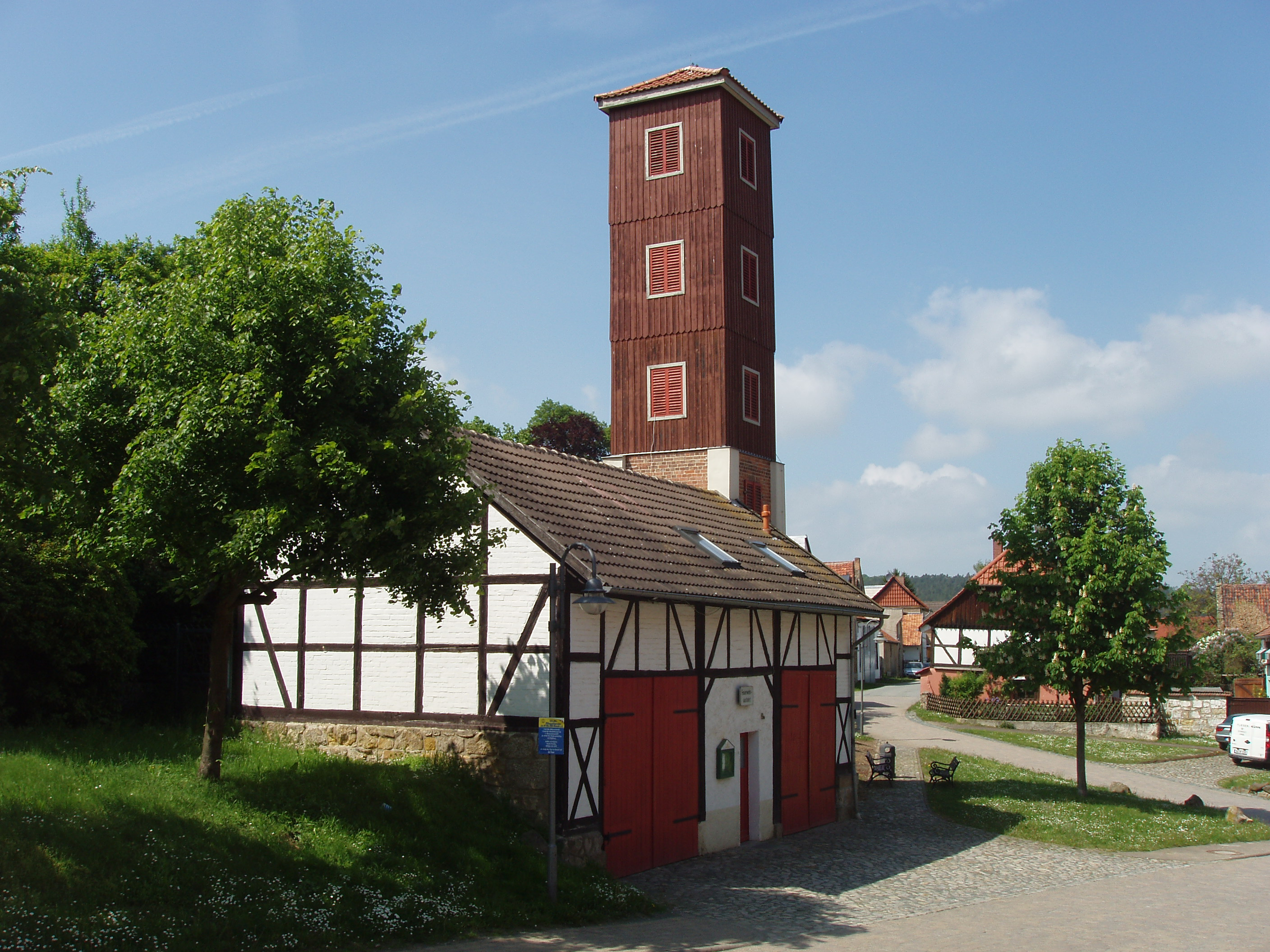
Feuerwehrhaus mit Schlauchturm

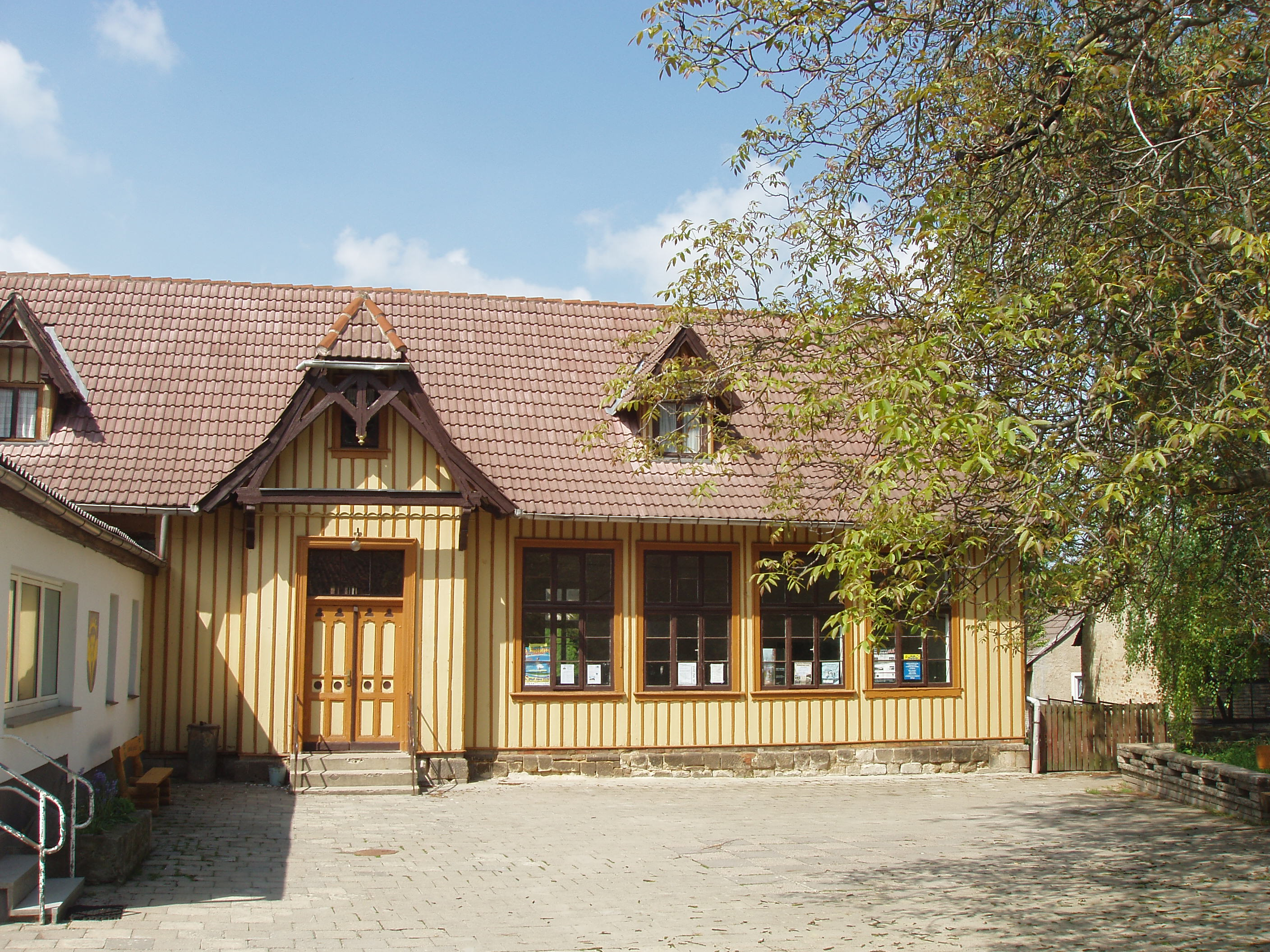
Ehemaliges Schulgebäude – rechts die Turnhalle

### 1945 bis 1989
Mit Beschluss der Alliierten vom 23. Juli 1945 wurde der östliche Teil des Landkreises Blankenburg, und damit auch Börnecke, vom Land Braunschweig abgetrennt und der sowjetischen Besatzungszone bzw. dem Land Sachsen-Anhalt zugeordnet. Im Jahr 1950 wurde der Landkreis Blankenburg aufgelöst und Börnecke zunächst in dem Kreis Quedlinburg eingegliedert. Seit der Verwaltungsreform von 1952 gehörte der Ort zum Kreis Wernigerode im Bezirk Magdeburg in der DDR. Durch den Krieg war die Einwohnerzahl Börneckes mit dem Zustrom zahlreicher Flüchtlinge stark angestiegen. Mit der Bodenreform von 1946 erhielten 80 Personen Land und Wald. Im Jahr 1949 gab es in Börnecke 47 Alt- und 35 Neubauern. Bis 1960 erfolgte der schrittweise Zusammenschluss der Bauern zur Landwirtschaftlichen Produktionsgenossenschaft. Später wurde sie in LPG Tierproduktion und LPG Pflanzenproduktion aufgeteilt. Von 1957 bis 1960 wurde eine Offenstallanlage am Schindkuhlenberg errichtet. Im Jahr 1948 wurde ein Kindergarten gebaut und 1949 bis 1950 die Friedhofskapelle. Im Jahr 1956 wurde die Buslinie nach Blankenburg eröffnet und es fand das erste Schützenfest nach dem Krieg statt. Ein neuer Kultursaal wurde 1968, der neue Kindergarten 1970 eingeweiht und ab 1974 entstand eine Bungalowsiedlung am Kirchberg. Der VEB Elektromotorenwerke Wernigerode richtete 1973 eine Außenstelle in Börnecke ein, die bis 1990 bestand und 28 Frauen einen Arbeitsplatz bot. 1976 erfolgte der Beitritt des Ortes zum Gemeindeverband Blankenburg. Zwischen 1978 und 1980 wurde die Schule aufgrund zu geringer Schülerzahlen aufgelöst. Im Jahr 1984 wurde eine Kinderkrippe eingerichtet, 1987 ein Neubaublock mit zehn Wohnungen übergeben.

### 1989 bis zur Gegenwart
Die politische Wende in der DDR 1989 und die deutsche Wiedervereinigung brachten auch für Börnecke viele Veränderungen mit sich. Seit 1990 gehörte Börnecke zum neu gebildeten Land Sachsen-Anhalt im Landkreis Wernigerode. Im selben Jahr wurde die LPG aufgelöst und die Bauern erhielten ihr Land zurück. Ebenfalls seit 1990 besteht eine Gemeindepartnerschaft mit der Gemeinde Hahausen in Niedersachsen. Seit dem 15. Oktober 1993 ist Börnecke ein Stadtteil von Blankenburg (Harz). In den folgenden Jahren entwickelte sich eine vielfältige Bautätigkeit zur Verbesserung der ländlichen Infrastruktur. So erfolgte der Anschluss an das Erdgasnetz und das Leitungssystem der Telekom, ein Abwasserkanalnetz wurde gebaut, die Trinkwasserleitung erneuert, ebenso wie mehrere Straßen, die Straßenbeleuchtung und elektrische Leitungen. Weiterhin wurden das Dorfgemeinschaftshaus, der Kindergarten, das Feuerwehrhaus und die Kirche einschließlich der Engelhardt-Orgel saniert. Außerdem wurde ein neuer Fußballplatz eingeweiht auf dem später noch ein Vereinsheim entstand, ebenso ein Kleinkaliber-Schießstand und ein Anglerheim. Der Wegenersche Hof, eine ehemalige Stallanlage, wurde saniert, wobei mehrere Wohnungen neu entstanden. Im September 2006 beging Börnecke mit einer Festwoche seine erste urkundliche Erwähnung vor 1000 Jahren. Dabei fanden zahlreiche Veranstaltungen statt, die neu hergerichtete Quelle am Seeberg wurde eingeweiht und ein Gedenkstein in der Ortsmitte enthüllt. Seit der Kreisgebietsreform vom 1. Juli 2007 gehört Börnecke zum neu gebildeten Landkreis Harz.

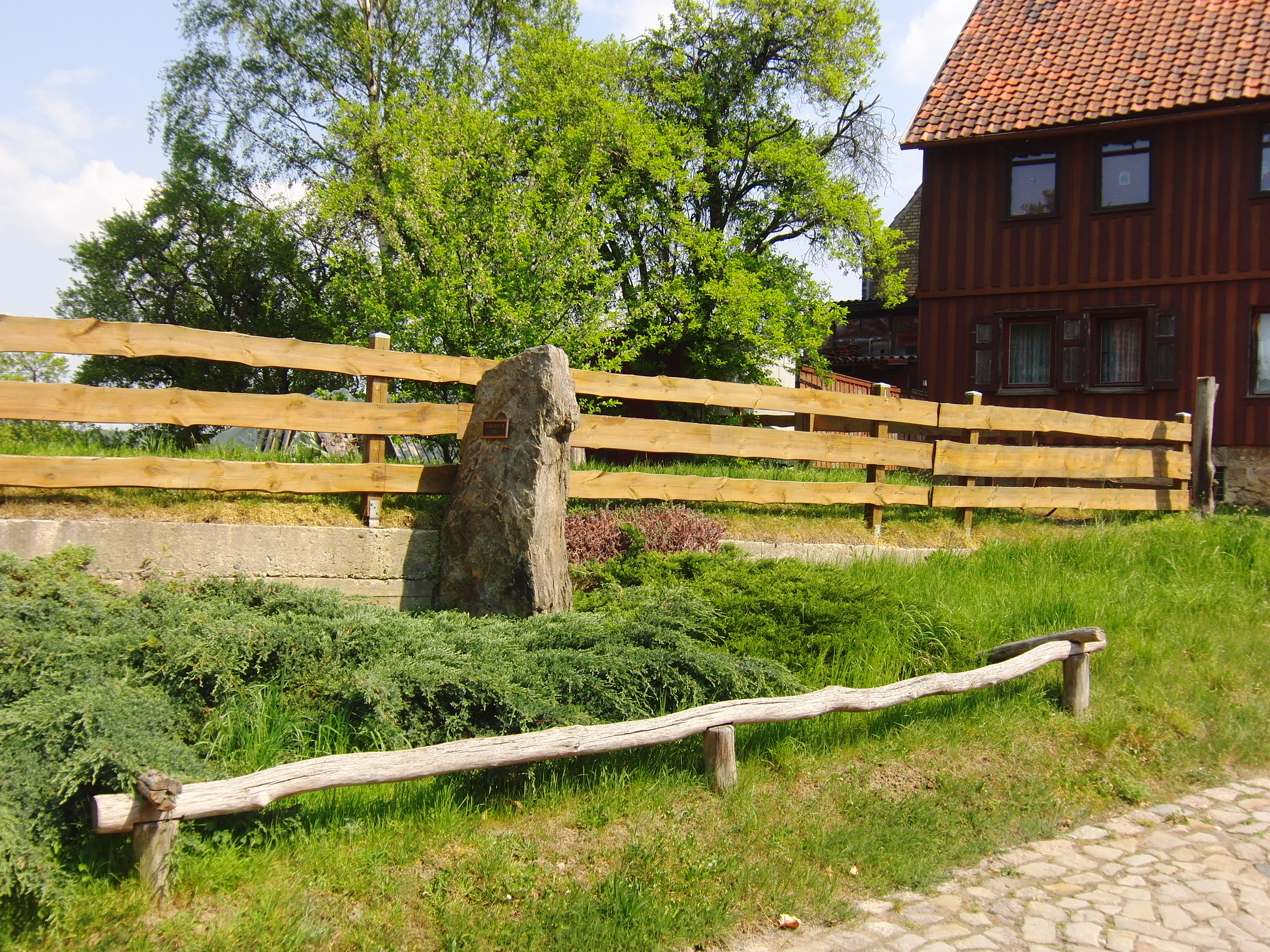
Prinzenstein an der Westerhäuser Straße

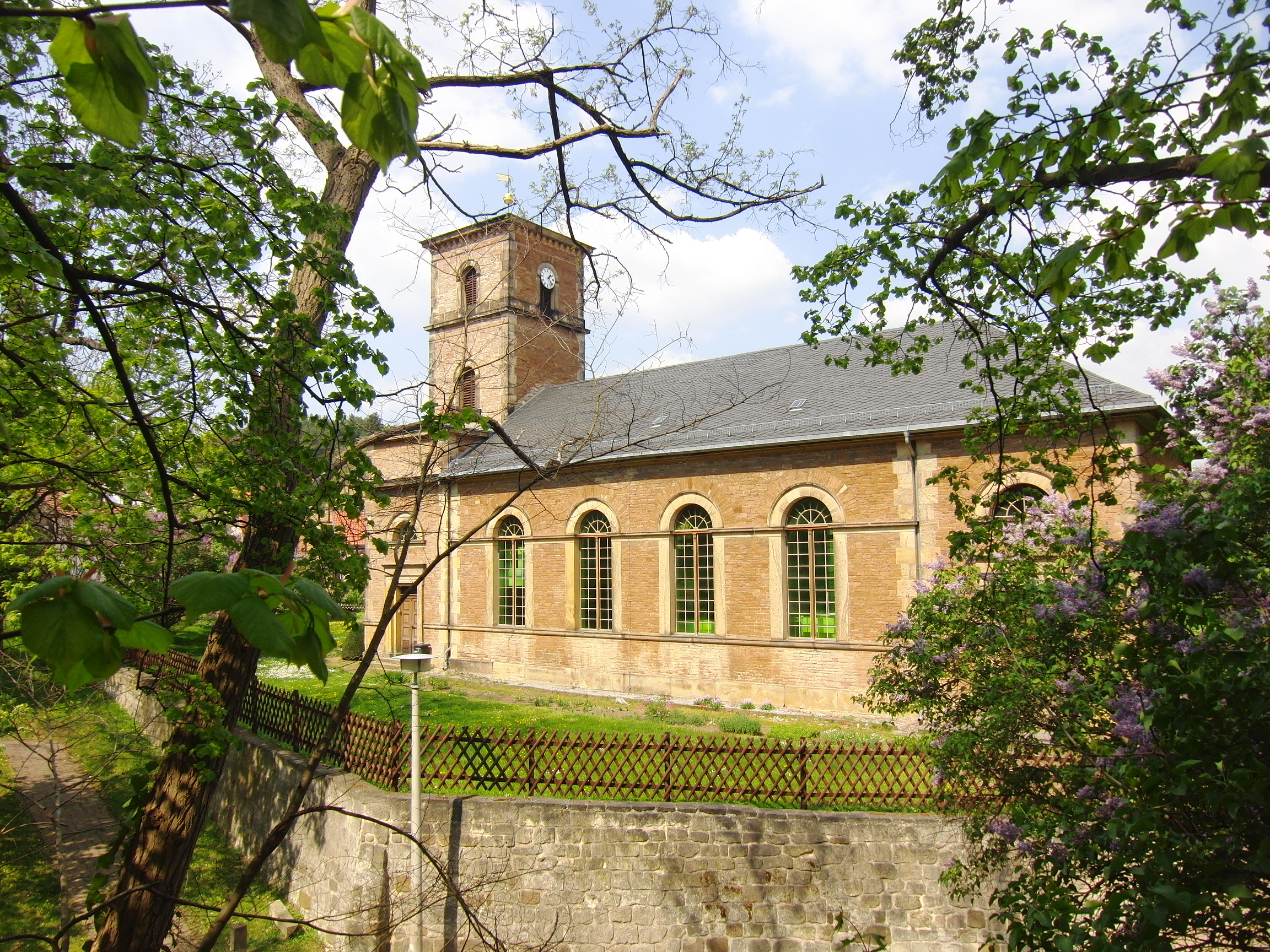
Kirche St. Petri

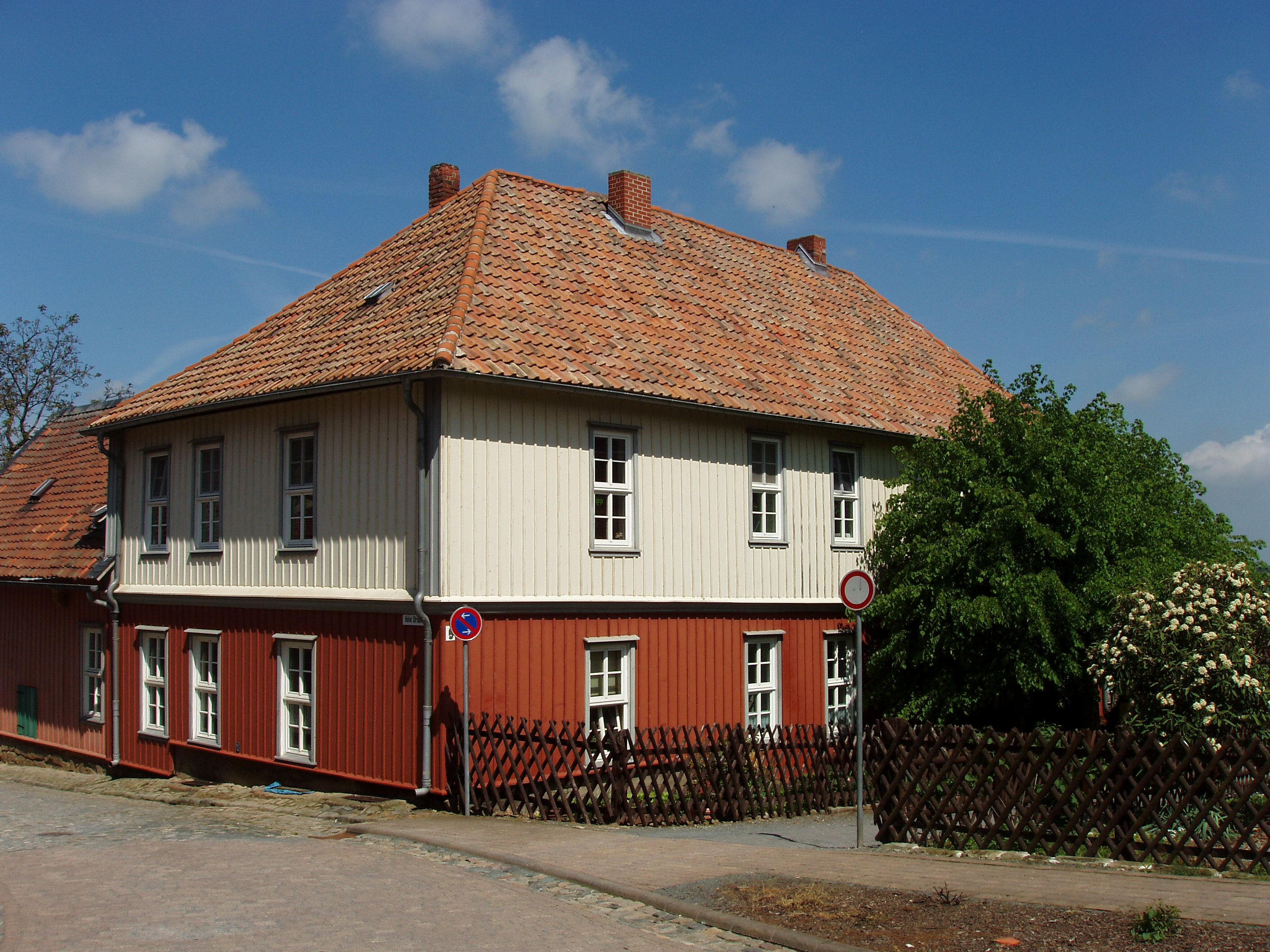
Haus der evangelischen Kirchengemeinde

### Wissenswertes

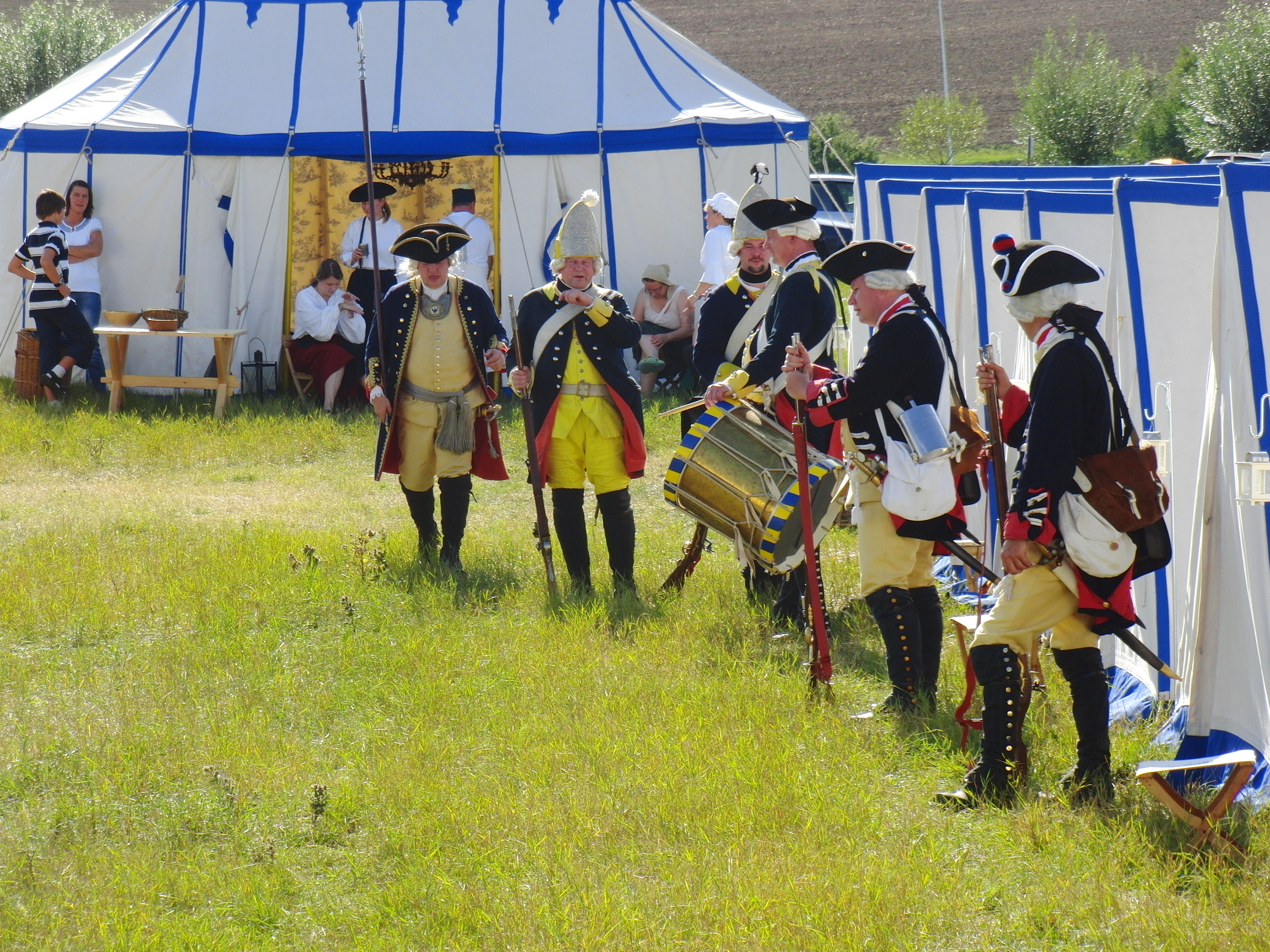
Jährliches Feldlager der Blankenburger Traditionsgemeinschaft in Lüttgen Börnecke

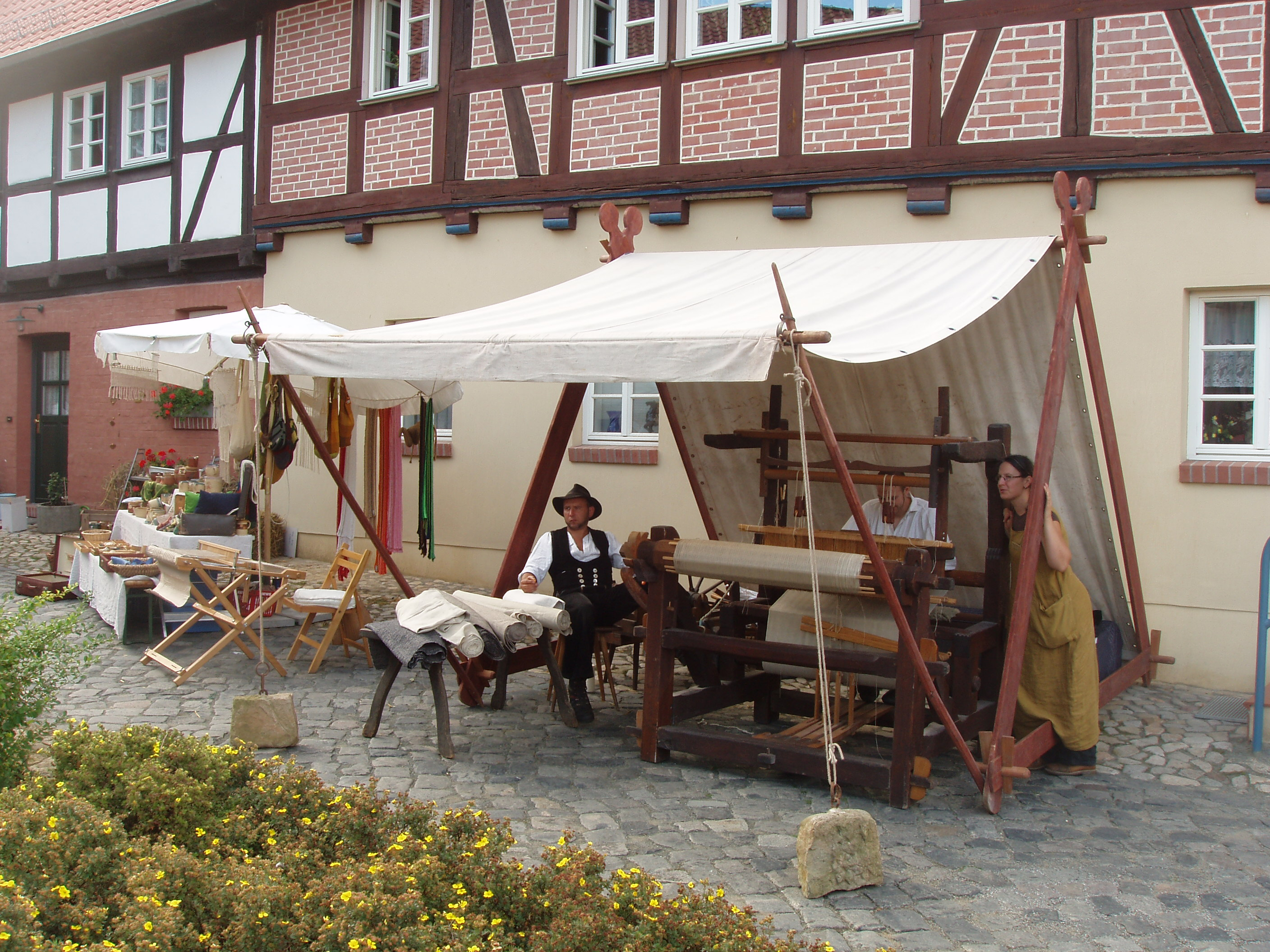
Markttreiben auf dem Wegenerischen Hof während der 1000-Jahr Feier 2006

- Der Legende nach gerieten auf dem nordwestlich von Börnecke gelegenen Tönnigsberg, welcher im Mittelalter noch ein von Heideflächen überzogener Bergrücken war, zwei Hirten um Weiderechte in heftigen Streit. Dabei soll einer der Hirten, welcher Tönnigs genannt wurde, vom anderen erschlagen worden sein. Zur Sühne müsste dieser an jener Stelle einen Stein setzen. Dieser etwa 1,40 m hohe, quaderförmige Gedenkstein trägt die Inschrift „tön. +An. 1537“ und wird heute als Tönnigsstein bezeichnet.[11] Am Tönnigsberg wurden später die Opfer der Börnecker Pestepidemie von 1681/82 bestattet.[4]
- Bei den Gefechten des Dreißigjährigen Krieges im Oktober 1631 hatten sich schwedische Soldaten auf einer damals noch unbewohnten Anhöhe am östlichen Ortsausgang verschanzt. Sie konnten der Übermacht der kaiserlichen Schwadron nicht standhalten. Die Anhöhe wurde erstürmt, und fast alle Verteidiger kamen ums Leben. Unter den Toten soll sich laut Überlieferung ein brandenburgischer Prinz befunden haben. Im Andenken an dieses Ereignis heißt die Anhöhe seitdem Prinzenhöhe. Ein dort aufgestellter Menhir wird Prinzenstein genannt.[4]
- Im Heers, einem ausgedehnten Waldgebiet nördlich des Regensteins, wurde am Morgen des 1. November 1821 der Börnecker Pastor Johann Gottlieb Friedrich Michaelis tot aufgefunden. Nachdem er die befreundeten Pastoren in Benzingerode und Heimburg besucht hatte, begab er sich zu Fuß auf den Heimweg. Unterwegs verstarb er vermutlich infolge einer asthmatischen Erkrankung. Aus Dankbarkeit für seine 32-jährige Tätigkeit als Pastor in Börnecke, wurde an besagter Stelle im Heers ein Gedenkstein gesetzt, welcher als Pastorenstein bekannt ist.[12]
- Eine von der Maschinenfabrik Esslingen im Jahr 1888 an die Halberstadt-Blankenburger Eisenbahn gelieferte Schlepptenderlok wurde auf den Namen BOERNECKE getauft. Sie entsprach dem Typ G3 der Preußischen Staatseisenbahn und versah bis in die 1920er Jahre ihren Dienst auf den Strecken der HBE.[13]
- Im Jahr 1909 erhielt Börnecke gleich zweimal prominenten Besuch. Zum einen weilte der Prinzregent von Braunschweig im Dorf um einige Bürger für langjährige Dienste auszuzeichnen. Zum anderen hielt das 4. Armeekorps sein Herbstmanöver in der Gegend um Börnecke ab. Hierbei war der General der Infanterie Paul von Hindenburg anwesend, welcher in der Gastwirtschaft Bruns mit Bier bewirtet wurde.[8]
- Am 12. April 1928 unternahm der Raketenpionier Max Valier mit einem raketengetriebenen Schienenfahrzeug auf der Eisenbahnstrecke zwischen Blankenburg und Börnecke eine Testfahrt. Das etwa 6 m lange und 275 kg schwere Fahrzeug erreichte mit Hilfe von 36 Antriebsraketen eine Geschwindigkeit von 240 km/h. Die Reichswehr bekundete großes Interesse an dem Versuch und entsandte eigens einen General zur Beobachtung.[14]
- Im April 1945 gelang den jüdischen Häftlingen Adolf Weissmark und Rudolf Klepfisz die Flucht aus dem etwa 2 km nördlich von Börnecke befindlichen KZ Langenstein-Zwieberge. Sie entgingen damit der Evakuierung des Lagers und dem sich anschließenden Todesmarsch. Völlig entkräftet und an Typhus erkrankt erreichten sie das Haus des Börnecker Pastors Julius Seebaß. Die Familie nahm beide bei sich auf, pflegte sie und rettete ihnen somit das Leben. Später wanderten die beiden ehemaligen Häftlinge in die USA aus. In Anerkennung ihrer Hilfe wurden Pastor Julius Seebaß, seiner Frau Hertha und deren Töchter Ricarda und Renata am 27. Mai 2004 von der Gedenkstätte Yad Vashem der Ehrentitel „Gerechter unter den Völkern“ verliehen.[15][16]
- Die zwölf auf dem Börnecker Friedhof beigesetzten deutschen Soldaten kamen im April 1945 im Zusammenhang von Kampfhandlungen der letzten Kriegstage zwischen Wehrmachtseinheiten und vorrückenden US-amerikanischen Truppen im nahe gelegenen Westerhausen ums Leben. Zehn davon sollen nach ihrer Gefangennahme erschossen worden sein.[17]
- Im Jahr 1955 entstanden bei Börnecke Außenaufnahmen für den DEFA-Historienfilm „Thomas Müntzer – Ein Film deutscher Geschichte“. Dabei wirkten auch einige Börnecker als Komparsen mit. So ist im Film die Feldflur westlich von Lüttgen Börnecke mit dem Stein- und Weinberg zu sehen.
- Zu einer besonderen Einwohnerversammlung kam es 1987. Anwesend waren neben besorgten Bürgern auch vier sowjetischen Offiziere und Vertreter vom Rat des Kreises. Anlass war die permanente Gefährdung der Einwohner durch Geschosse, welche vom Schießplatz der sowjetischen Streitkräfte südlich von Halberstadt herrührten. 40 Einschüsse, welche teilweise in Wohngebäude einschlugen, wurden bis dahin registriert.[18] Im Sommer 1985 wurde eine Scheune der LPG in Brand geschossen, wobei hoher Sachschaden entstand. Eine Brandursache wurde damals offiziell nicht bekannt gegeben. Die sowjetische Seite versprach Maßnahmen zu ergreifen um die Sicherheit der Börnecker zukünftig nicht mehr zu gefährden.
- In Vorbereitung des Baues der Bundesautobahn A36, wurden 2003 zwischen Börnecke und Westerhausen umfangreiche archäologische Ausgrabungen durchgeführt. Die Vielzahl der Funde aus unterschiedlichen Epochen sind ein weiterer Beleg für die intensive Besiedlung dieses Gebietes in der Vergangenheit. Die ältesten Funde stammen aus der frühen Jungsteinzeit (etwa. 5.300 v. Chr.). Herausragend ist allerdings ein, in Deutschland bisher einzigartiges, Grabensemble aus der mittleren Jungsteinzeit (etwa 3.000 bis 2.800 v. Chr.): Dabei handelt es zum einen um ein unversehrtes Steinkistengrab, welches mit zwei etwa 800 kg schweren Steinplatten verschlossen war. Darin fand man die Überreste eines zu Lebzeiten vermutlich sehr hochgestellten Menschen sowie zahlreiche Grabbeigaben. In unmittelbarere Nachbarschaft waren fünf Rinder bestattet, wobei es sich hierbei um ein Opferritual handeln könnte.[19] Aus der frühen Eisenzeit (etwa 500 v. Chr.) stammt ein Massengrab, in dem zehn Menschen in unregelmäßiger Lage bestattet (hineingeworfen) wurden. Möglicherweise waren sie Opfer einer Epidemie.[20]

### Einwohnerentwicklung
| - 1663: 176 - 1681: 187 - 1771: 534 - 1800: 552 - 1829: 590 - 1839: 679 | - 1891: 699 - 1910: 749 - 1925: 776 - 1933: 789 - 1939: 782 - 1947: 1.244 | - 1949: 1.194 - 1954: 1.020 - 1971: 821 - 1993: 726 - 2004: 642 - 2010: 594 |

## Wappen
| | Blasonierung: „In Blau zwischen zwei aus der Schildfußstelle aufsteigenden, auswärts geschweiften goldenen Bögen eine goldene Weintraube unter einer goldenen Hirschstange.“ |
| Wappenbegründung: Das Wappen ist redend. Der Ortsname leitet sich von einer Quelle (einem Born) ab. Das aus der Tiefe empor dringende heilkräftige (schwefelhaltige) Quellwasser wird im Wappen durch die aufsteigenden Bögen versinnbildlicht. Erste mittelalterliche Ortsherren waren die Grafen von Regenstein. Ihr Wappenbild war eine Hirschstange. Ihre Nachfolger waren die Herzöge von Braunschweig. Bis zur deutschen Teilung 1945 gehörte Börnecke zum Land Braunschweig. Das Bewusstsein dieser traditionellen Zugehörigkeit ist noch heute lebendig und schlug sich in dem Wunsch nach den Farben Blau-Gold (Blau-Gelb), den braunschweigischen Landesfarben, nieder. Im Mittelalter (13. Jahrhundert) wurde in Börnecke bedeutender Weinbau betrieben. Wein wurde beispielsweise an die Regensteiner Grafen und an die Äbtissinnen von Quedlinburg geliefert. Daran erinnert die stilisierte Weintraube. Das vorher selbst kreierte Wappen zeigte zwei über einem Schlüssel gekreuzte (Mist)gabeln und darunter ein Pflugschar. Das Wappen wurde vom Heraldiker Dr. Arnold Rabbow aus Berlin gestaltet und am 25. August 2005 durch den Ortschaftsrat von Börnecke auf einer Sitzung angenommen. | |

## Vereine

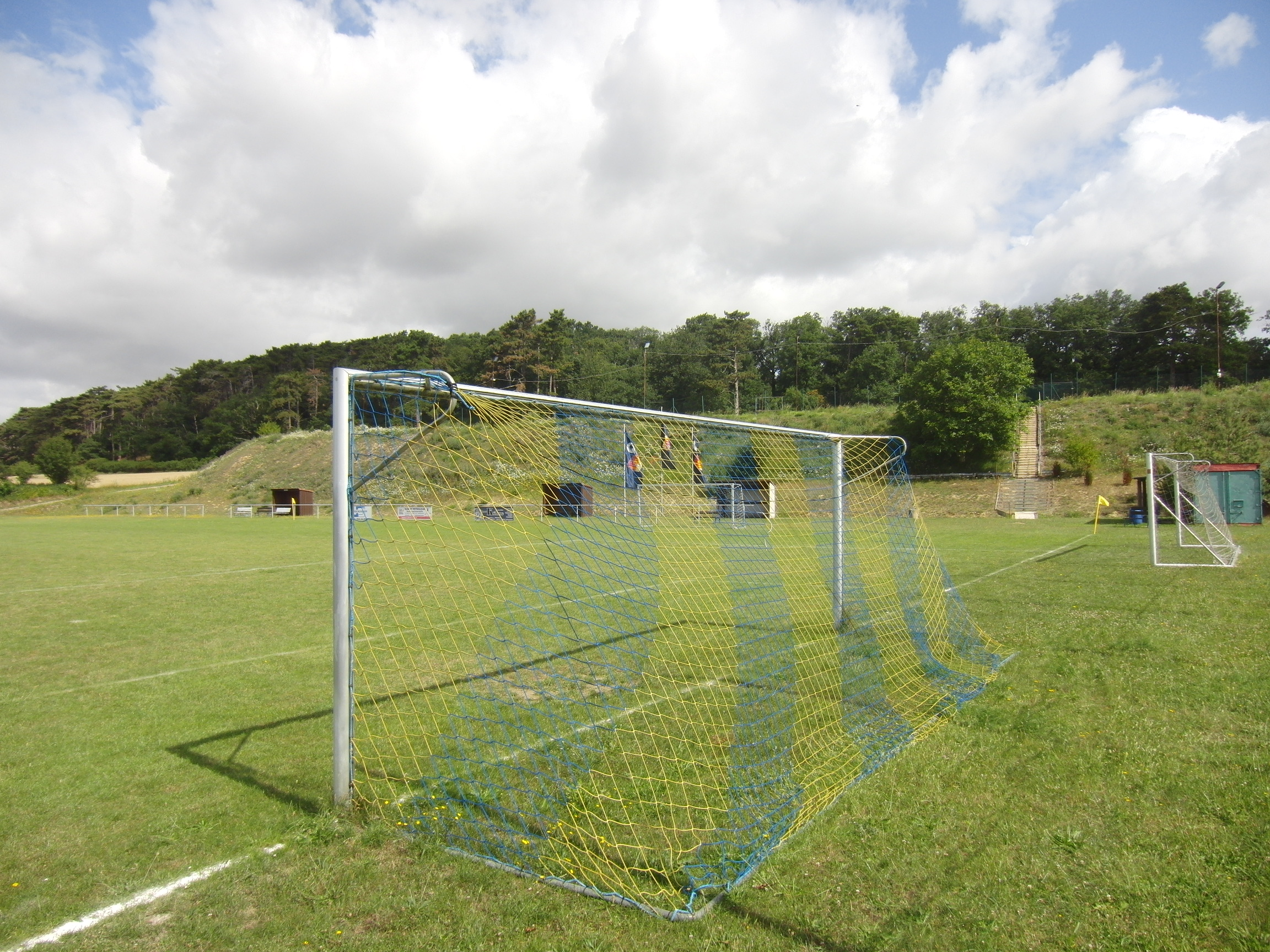
Fußballplatz – oberhalb der Böschung befindet sich der alte Hartplatz

- Die Börnecke Schützengesellschaft 1672 ist der älteste und mitgliederstärkste Verein im Dorf, welcher sich 1990 neu gründete. Das vereinseigene Schützenhaus befindet sich direkt am Schützenplatz. Außerdem gibt es noch einen Kleinkaliber- Schießstand, welcher auch von externen Vereinen und für Wettkämpfe auf Kreisebene genutzt wird. Das jährliche Schützenfest findet jeweils im Juni statt.
- Der Heimatverein „Zum Prinzenstein“ besteht seit 1995. Er widmet sich der Aufarbeitung der Ortsgeschichte und unterhält eine Heimatstube im ehemaligen Schulgebäude.
- Der Börnecker Kulturverein wurde im Jahre 2002 gegründet. Sein Anliegen ist die Sicherung der kulturellen Traditionen des Dorfes. Höhepunkte im Vereinsleben sind die jährliche Karnevalsfeier und die Silvesterveranstaltung.
- Der SV Blau Gelb ist der örtliche Fußballverein. Er ist 1990 aus der BSG Traktor hervorgegangen und spielte mit seiner Herrenmannschaft bisher ausschließlich auf Kreisebene. Zeitweise gab es auch Nachwuchs- und Alt-Herrenmannschaften. Wegen Spielermangels ist es dem Verein mittlerweile nicht mehr möglich eine eigenständige Mannschaft zu stellen. So nimmt der SV Bau Gelb ab der Saison 2011/12 in einer Spielgemeinschaft mit dem SV Eintracht Heimburg am Spielbetrieb im Landkreis Harz teil.
- Der Pferdesportverein Börnecke war seit 1979 die Sektion Pferdesport der BSG Traktor und ist seit 1994 ein eigenständiger Verein. Neben dem Freizeitreiten gibt es auch eine Voltigiergruppe und eine Abteilung Fitness & Tanz. Der Verein verfügt über zwei Reitplätze.
- Die Anfänge des Börnecker Anglervereins gehen auf das Jahr 1984 zurück. Er unterhält einen selbst angelegten Angelteich mit Vereinsheim in Lüttgen Börnecke. Dort wird jährlich das Osterfeuer veranstaltet.
- Der Förderverein der Freiwilligen Feuerwehr unterstützt die Feuerwehr mit Geräten und Dingen, die für den Alltag einer Feuerwehr nötig sind. Außerdem veranstaltet der Verein im Laufe eines Jahres wunderschöne Feste, die den Zusammenhalt im Dorf stärken.

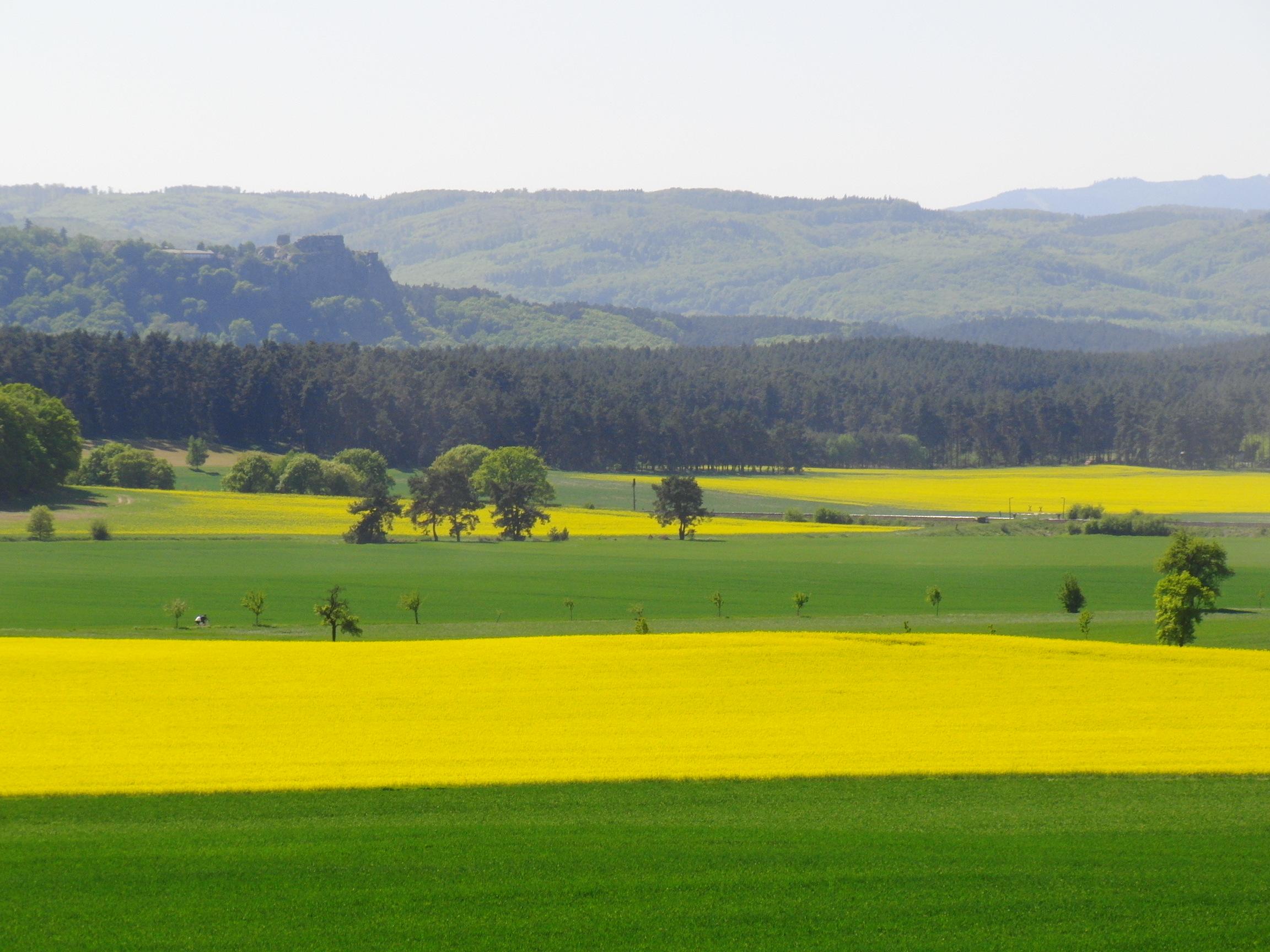
Blick vom Seeberg auf den Heers, die Burg und Festung Regenstein und den Harz

## Wirtschaft
In Börnecke gibt es keinerlei industrielle Ansiedlungen. Die Mehrzahl der berufstätigen Einwohner ist in umliegenden Ortschaften beschäftigt. Es existiert aber eine Agrargenossenschaft, welche neben Ackerbau eine Entenmast in der ehemaligen Offenstallanlage betreibt. Daneben bestehen mehrere Landwirtschaftsbetriebe im Familienbesitz. Weiterhin gibt es in Börnecke eine Spedition mit Mineralölhandel, eine Kfz-Werkstatt, eine Tischlerei und einen Friseursalon. Eine öffentliche gastronomische Einrichtung ist zurzeit nicht vorhanden.

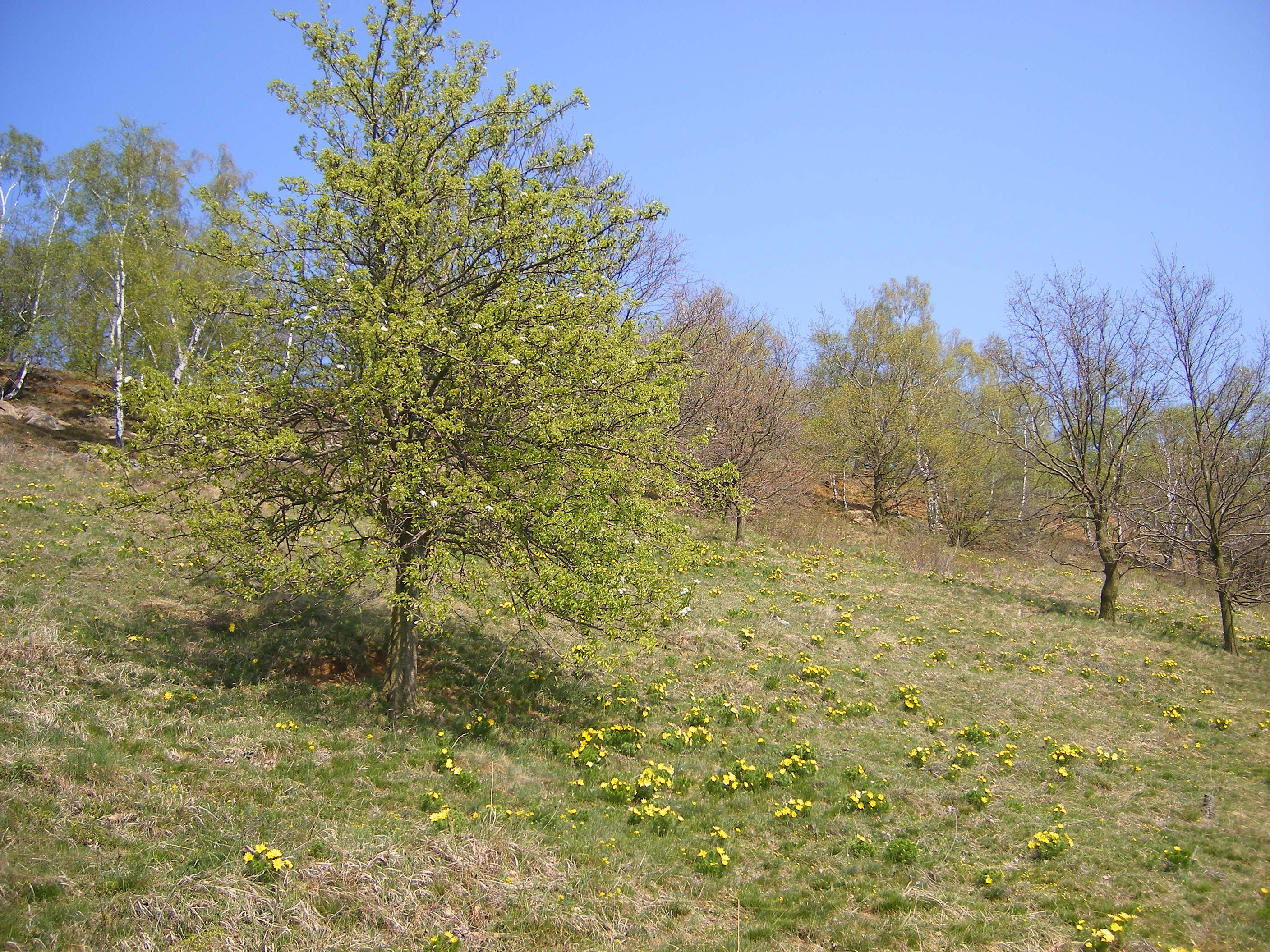
Blüte des Frühlings-Adonisröschens am Weinberg

## Tourismus
Börnecke liegt im Landschaftsschutzgebiet Nördliches Harzvorland und eignet sich als Ausgangspunkt oder Zwischenstation für Radtouren und Wanderungen durch die Wälder und Feldflur der näheren Umgebung. Es besteht ein Anschluss an das Netz der Wege Deutscher Kaiser und Könige des Mittelalters im Harz, der an der Schwefelquelle vorbeiführt. Diese ist seit 1964 als Naturdenkmal geschützt. Die Ortslage wird vom Aller-Harz-Radweg durchquert. In östlicher Richtung erreicht man auf ihm die Felsformation des Königstein bei Westerhausen. Im Westen gelangt man zu den Teichen von Brockenstedt (auch Brockenstedter Mühle). Von dort führt der Radweg am Goldbach entlang nach Langenstein. Entlang des Seeberges und durch die waldreiche Umgebung des Naturschutzgebietes Hoppelberg gelangt man ebenfalls nach Langenstein. Nördlich von Börnecke, jenseits des Tönnigsberges, befindet sich die Mahn- und Gedenkstätte des ehemaligen KZ Langenstein-Zwieberge. Dort befinden sich in unmittelbarer Nachbarschaft die Thekenberge und der Felsen des Gläsernen Mönchs. Südwestlich der Ortslage erreicht man über den Börnecker Bahnhof und das ausgedehnte Waldgebiet des Heers mit seinen Sandhöhlen die Burg und Festung Regenstein. Am Südhang des Weinberges befindet sich ein größeres Vorkommen des unter Naturschutz stehenden Frühlings-Adonisröschens. Während seiner Blütezeit im April und Mai lockt es jährlich zahlreiche Schaulustige an.

## Verkehr

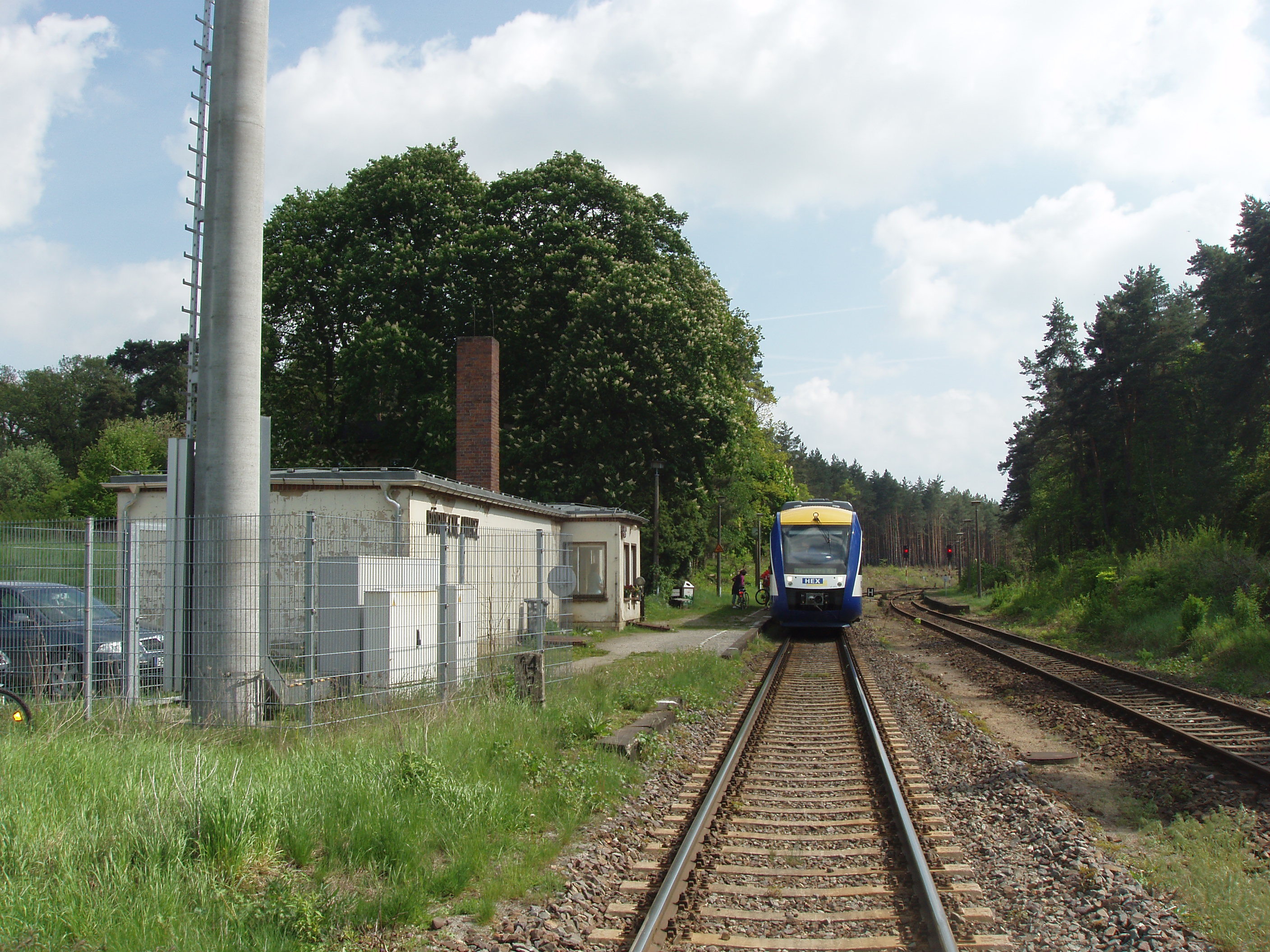
Bahnhof Börnecke (2010)

Der Haltepunkt Börnecke an der Bahnstrecke Halberstadt–Blankenburg liegt etwa 2,5 Kilometer westlich des Ortes. Von dort verkehren Regionalbahnen nach Blankenburg, Halberstadt und Magdeburg.
Durch Börnecke führt kein Fernverkehr, die gesamte Ortslage ist als Tempo-30-Zone ausgewiesen. Etwa 2 km südlich des Dorfes verläuft die Bundesstraße 6 zwischen Blankenburg und Westerhausen und parallel dazu die Bundesautobahn A36. Beide sind entweder über die Kreisstraße 1348 in südlicher Richtung oder über die Kreisstraße 2358 nach Westerhausen, in östlicher Richtung, erreichbar. Von Westerhausen gelangt man über die Kreisstraße 2359 zur weiter nördlich verlaufenden Bundesstraße 79 zwischen Quedlinburg und Harsleben. Südlich von Börnecke verläuft ein Teilstück der Bundesstraße 6n zwischen den Anschlussstellen Blankenburg-Ost und Thale. Östlich zwischen Börnecke und Westerhausen verläuft ein Teilstück zwischen den Anschlussstellen Thale und Quedlinburg-Zentrum. Parallel zur Landstraße nach Westerhausen überquert eine Grünbrücke die Bundesstraße 6n um auch Wildtieren eine Überquerung zu ermöglichen. Die westlich aus Börnecke herausführende Bahnhofstraße, die nordöstlich herausführende Langensteiner Straße sowie die nach Nordosten führende Halberstädter Straße sind nicht für den Durchgangsverkehr vorgesehen.
Börnecke ist durch eine Busverbindung der Harzer Verkehrsbetriebe erreichbar.

## Söhne und Töchter des Ortes
- Constantin Frantz (1817–1891), Philosoph und Politologe
- Otto Goetsch (1900–1962), als stellvertretender Polizeipräsident Düsseldorfs im April 1945 an einer Aktion zur kampflosen Übergabe der Stadt an die US-Streitkräfte beteiligt
- Georg-Friedrich Koch (1920–1994), Kunsthistoriker und Hochschullehrer